# 比多斯塔皮
51°0′31″N 28°12′14″E / 51.00861°N 28.20389°E
比多斯塔皮（烏克蘭語：Підостапи），是烏克蘭北部的村莊，隸屬日托米爾州的科羅斯滕區。該村始建於1739年，面積0.79平方公里，海拔高度195米，2001年人口129，人口密度每平方公里163.29人。